# Szyja (półwysep)
Szyja – półwysep, wcinający się głęboko w wody Jeziora Bnińskiego w Bninie (Kórnik). Jest południową częścią końcową wysokiego wzniesienia w rejonie Bnina.
U nasady półwyspu znajduje się stary cmentarz bniński, na którym usytuowany jest zbiorowy grób ośmiu poległych w latach 1919–1920 Polaków (powstanie wielkopolskie). Sam półwysep mieści natomiast następujące zabytki archeologiczne:
- pozostałości osady kultury łużyckiej, która istniała od VIII do przełomu VI/V w. p.n.e[1].
- grodzisko pierścieniowe założone około roku 960, funkcjonujące do lat 30. XI wieku, ufortyfikowane drewniano-ziemnym wałem o wysokości 7-10 metrów, posiadające majdan o wymiarach 60m x 35m
  - kres funkcjonowania grodu  nastąpił w latach 30 XI wieku, prawdopodobnie łączy się to z kryzysem monarchii piastowskiej oraz najazdem Brzetysława I
- około roku 1200 grodzisko odbudowano w podobnej formie poszerzając majdan do 75m x 52m
- grodzisko stożkowe z XIII wieku, powstałe w wyniku renowacji grodu prawdopodobnie w roku 1233, uznaje się je za wczesnośredniowieczny gród kasztelański
  - w 2 ćwierci XIII wieku na północnym przedpolu warowni wzniesiono strażnicę w formie kopca drewniano-ziemnego z budowlą palisadową na szczycie[2]

Półwysep Szyja był więc najstarszym obszarem osadniczym w rejonie Kórnika. Został ostatecznie opuszczony na przełomie XIII/XIV w., z powodu podniesienia się poziomu wody w tym rejonie, jednak dał początek miejskiemu założeniu Bnina.
Dostęp do grodzisk, od strony bnińskiego rynku, stanowi ulica Cmentarna.